# São Roque do Pico

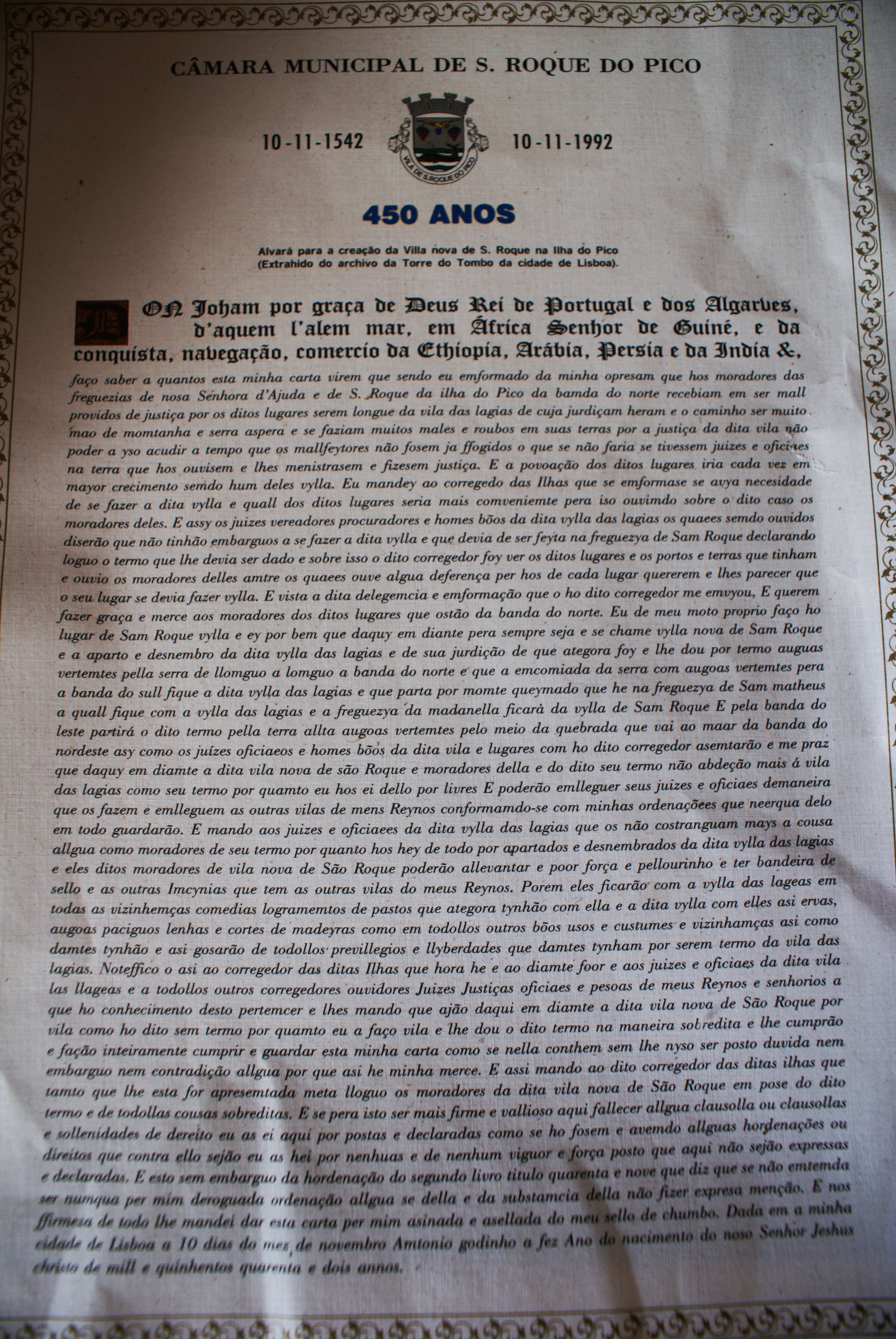
Reedição do alvará da criação da vila de São Roque, que se encontra na Igreja de São Roque.

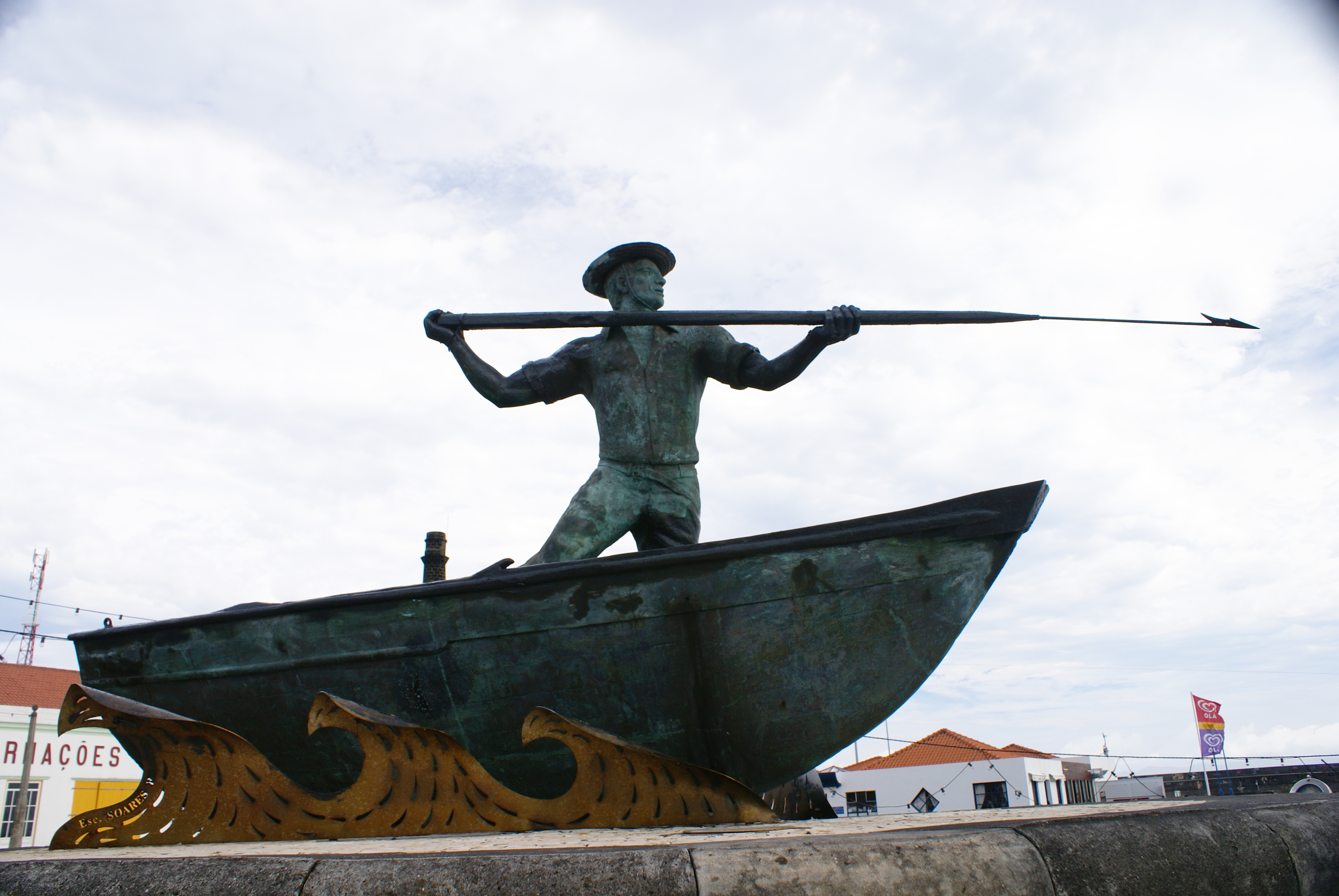
Monumento ao baleeiro na vila de São Roque do Pico.

São Roque do Pico é uma vila da ilha do Pico, Região Autónoma dos Açores.
É sede do município de São Roque do Pico com 144,31 km² de área e 3.411 habitantes (2023), subdividido em 5 freguesias. O município é limitado a sul pelo município de Lajes do Pico, a oeste pela Madalena e a norte pelo oceano Atlântico.

## História
Este concelho foi criado por Foral datado de 10 de Novembro de 1542 por ordem do rei Dom João III de Portugal e desde então tem passado pela evolução dos tempos, sendo muito marcado pela caça à baleia que deixou, um pouco por toda a ilha do Pico, mas nesta vila em particular a sua marca. Foi igualmente um concelho exportador de trigo e pastel para o Reino. Os terrenos de lava foram arduamente trabalhados e transformados em férteis pomares de laranjeiras, cujos frutos são de grande qualidade. Cultivaram-se produtivos vinhedos, onde se destaca a Casta de Verdelho.
Assim é de salientar o Museu da Indústria Baleeira, antiga Fábrica de Vitaminas, Óleos, Farinhas e Adubos, cuja matéria prima era a baleia. Este museu é formado por três corpos rectangulares, alinhados pela fachada, com cisterna acoplada e localizada no Porto Comercial de São Roque do Pico.
Esta fábrica actualmente encontra-se transformada num museu, o Museu da Antiga Fábrica das Armações Baleeiras permite a observação dos apetrechos e equipamentos utilizados na transformação daqueles cetáceos. Com umas impressionantes caldeiras e fornalhas é internacionalmente considerado um dos melhores museus industriais do seu género.
Nesta localidade é de referir a existência de um monumento em homenagem ao Baleeiro que se situa frente à já referida Fábrica de Vitaminas, Óleos, Farinhas e Adubos, tal como o imponente Convento de São Pedro de Alcântara, cuja construção recua ao século XVIII.
Este convento datado de 1658 e localizado no povoado do Cais do Pico e que pertence à Ordem dos Frades Menores veio absorver uma antiga ermida dedicada a Nossa Senhora do Livramento.

## Equipamentos
Esta vila tem um dos principais portos comerciais da ilha do Pico, o Porto Comercial do Cais do Pico, a Câmara Municipal de São Roque do Pico, o Tribunal da Comarca do Pico, a escola secundária e as principais instalações comerciais e urbanas do concelho.
Neste concelho existe um jardim onde é possível observar grande número de plantas endémicas da flora laurissilva, típicas das florestas da Macaronésia que é o Jardim dos Serviços Florestais; localizado na estrada regional. Este jardim tem percursos pedonais, zonas de merenda, balneários, uma vez que se encontra anexo a uma sonha de banho marítimos e um parque infantil.
Aqui existe uma apreciável variedade de árvores, arbustos e flores, destacando-se algumas araucárias, dragoeiros, ciprestes, criptomérias, cameleiras, metrosideros, urzes, Hibiscos, roseiras, jarros, narcisos, entre outras.
A zona balnear que se localiza junto ao mar é composta por piscinas naturais, estando os balneários de apoio localizados no interior do jardim. Numa das extremidades do jardim situam-se duas construções (habitação e instalações de serviços públicos) edificadas nos anos sessenta e uma outra mais recente.
Um pouco antes do referido jardim e do Convento de São Pedro de Alcântara, encontra-se uma estátua do rei D. Dinis de Portugal, com os olhos postos no mar. Esta estátua teve a sua inauguração no dia 16 de Agosto de 1940. Nesse acontecimento fez-se o lançamento por avião de flores de hortênsias.
Devido às vicissitudes de se localizar num arquipélago fortemente marcado pelos acontecimentos telúricos, a Igreja Matriz de São Roque ao longo dos séculos e teve várias reconstruções.
O primeiro templo, e segundo Silveira Macedo, datava de 1480. Em 1542 foi necessário proceder à construção de um novo templo, que apesar de várias obras de manutenção, particularmente em 1776, é o que actualmente (2010) ainda se pode observar.
Neste templo salienta-se os seus preciosos altares em talha dourada, assim como imagens do século XVI do santo patrono e do Século XVII de Santa Ana, uma estante de missal em madeira de jacarandá com embutidos de marfim e um lampadário em prata oferecido pelo Rei D. João V de Portugal no século XVIII.

## População
| Número de habitantes *                   | Número de habitantes * | Número de habitantes * | Número de habitantes * | Número de habitantes * | Número de habitantes * | Número de habitantes * | Número de habitantes * | Número de habitantes * | Número de habitantes * | Número de habitantes * | Número de habitantes * | Número de habitantes * | Número de habitantes * | Número de habitantes * | Número de habitantes * |
| ---------------------------------------- | ---------------------- | ---------------------- | ---------------------- | ---------------------- | ---------------------- | ---------------------- | ---------------------- | ---------------------- | ---------------------- | ---------------------- | ---------------------- | ---------------------- | ---------------------- | ---------------------- | ---------------------- |
| 1864                                     | 1878                   | 1890                   | 1900                   | 1911                   | 1920                   | 1930                   | 1940                   | 1950                   | 1960                   | 1970                   | 1981                   | 1991                   | 2001                   | 2011                   | 2021                   |
| 7 217                                    | 6 936                  | 6 621                  | 6 314                  | 5 832                  | 5 214                  | 5 112                  | 5 400                  | 5 658                  | 5 292                  | 4 660                  | 3 678                  | 3 675                  | 3 629                  | 3 388                  | 3 220                  |
| Número de habitantes por Grupo Etário ** |                        |                        |                        |                        |                        |                        |                        |                        |                        |                        |                        |                        |                        |                        |                        |
|                                          |                        |                        | 1900                   | 1911                   | 1920                   | 1930                   | 1940                   | 1950                   | 1960                   | 1970                   | 1981                   | 1991                   | 2001                   | 2011                   | 2021                   |
| 0-14 Anos                                | 0-14 Anos              | 0-14 Anos              | 1 724                  | 1 684                  | 1 480                  | 1 446                  | 1 519                  | 1 474                  | 1 351                  | 1 070                  | S/ dados               | 791                    | 613                    | 447                    | 425                    |
| 15-24 Anos                               | 15-24 Anos             | 15-24 Anos             | 915                    | 719                    | 758                    | 887                    | 817                    | 913                    | 780                    | 645                    | S/ dados               | 505                    | 520                    | 449                    | 272                    |
| 25-64 Anos                               | 25-64 Anos             | 25-64 Anos             | 2 756                  | 2 440                  | 2 071                  | 2 121                  | 2 320                  | 2 645                  | 2 610                  | 2 235                  | S/ dados               | 1 680                  | 1 825                  | 1 832                  | 1 839                  |
| = ou > 65 Anos                           | = ou > 65 Anos         | = ou > 65 Anos         | 861                    | 924                    | 850                    | 681                    | 631                    | 590                    | 551                    | 710                    | S/ dados               | 699                    | 671                    | 660                    | 684                    |

- Número de habitantes "residentes", ou seja, que tinham a residência oficial neste concelho à data em que os censos  se realizaram.

- - De 1900 a 1950 os dados referem-se à população "de facto", ou seja, que estava presente no concelho à data em que os censos se realizaram. Daí que se registem algumas diferenças relativamente à designada população residente

## Freguesias
As freguesias do município de São Roque do Pico são as seguintes:
- Prainha
- Santa Luzia
- Santo Amaro
- Santo António
- São Roque do Pico

## Património construído
- Igreja de Nossa Senhora da Ajuda
- Império do Divino Espírito Santo de Santana
- Império do Divino Espírito Santo de São Miguel Arcanjo
- Igreja de São Pedro de Alcântara
- Ermida de São Miguel Arcanjo
- Solar dos Salgueiros
- Porto Velho
- Cais de São Roque do Pico
- Porto da Fábrica da Baleia de São Roque do Pico.

## Património natural
- Praia Arcos
- Praia da Barca
- Praia do Cabrito